# Rabbenu Gershom
Gershom ben Judah (Metz, Francia, h. 960-Maguncia, 1028), más conocido como Rabeinu Gershom (en hebreo: רבנו גרשום‎: רבנו גרשום, ‘nuestro rabino Gershom’) y también conocido  generalmente por los estudiosos del judaísmo por el título de Rabeinu Gershom Me'Or Hagolah (‘nuestro rabino Gershom, la luz del exilio’), fue un estudioso del Talmud y legislador.
Es famoso fundamentalmente por el concilio que organizó alrededor del año 1000 de nuestra era, en el que instituyó diversas leyes y prohibiciones, entre ellas la prohibición de la poligamia en los países que eran monógamos, la ley que requiere el consentimiento de ambas partes para llevar a cabo un divorcio, declarando un Jerem (excomunión rabínica) para el marido que se divorcia de su mujer sin tener su consentimiento, la modificación de las normas relativas a los que se convirtieron en apóstatas para salvar sus vidas y la prohibición de la apertura de la correspondencia dirigida a otra persona. Sus normas son consideradas obligatorias para la comunidad asquenazí, no así para la sefardí. Autor de la Selijot 42 - Zechor Brit Abraham (Recuerda el pacto de Abraham), un poema litúrgico recitado por judíos asquenazíes durante la temporada de Rosh Hashaná y Yom Kippur.

La Ciudad Santa y sus regiones
se han convertido en vergüenza y despojos
y todas sus cosas deseables están enterradas y ocultas
y nada queda excepto esta Torá.

Menos de un siglo después de la muerte de Rabeinu Gershom, Rashi de Troyes dijo: «Todos los miembros de la diáspora judía asquenazí son sus estudiantes». Ya en el siglo XIV Asher ben Jehiel escribió que los escritos de Rabenu Gershom eran «esos elementos permanentes que podrían haber sido dictados en el Monte Sinaí».